# Власов, Николай Николаевич
Николай Николаевич Власов (1919—1984) — советский военнослужащий, участник Великой Отечественной войны, генерал-лейтенант (20.05.1971), заместитель начальника Гражданской обороны СССР (1973—1984).

## Биография
- 1938 год: окончил Ташкентское пехотное училище
- 1940 год: начальник штаба стрелкового, затем механизированного полка
- 1943 год: окончил курсы «Выстрел»
- 1956 год: окончил Военную академию имени М. В. Фрунзе
- 1956 год: заместитель командира дивизии
- 1961 год: окончил Военную академию Генерального штаба
- 1961 год: командир 115-й гвардейской мотострелковой дивизии в ГСВГ[1]
- 1964 год: командир 67-й мотострелковой дивизии (6.02.1965 переименована в 56-ю мотострелковую дивизию) Сибирского военного округа
- 1965 год: начальник отдела боевой подготовки Северной группы войск
- 1968 год: 1-й заместитель командующего Северной группой войск
- 1970 год: 1-й заместитель командующего войсками Уральского Военного округа
- 1973—1984 годы: заместитель начальника Гражданской обороны СССР

## Награды
Ордена:
- Тремя орденами Красного Знамени
- Орденом Александра Невского
- Орден Отечественной войны II-й степени
- Тремя орденами Красной Звезды
- Орденом «За службу Родине в Вооружённых силах» III-й степени,

Медали:
- «За боевые заслуги»
- «За оборону Москвы»
- «За Победу над Германией»
- 9 медалей после Отечественной войны
- орденами и медалями зарубежных стран, всего 6 (Польская народная республика, Чехословакия, Болгарская народная республика, Монгольская народная республика)